# Letecká základna Seymoura Johnsona
Letecká základna Seymoura Johnsona (anglicky Seymour Johnson Air Force Base; kód IATA je GSB, kód ICAO KGSB, kód FAA LID GSB) je vojenská letecká základna letectva Spojených států amerických nacházející se severovýchodně od města Goldsboro ve státě Severní Karolína. Je domovskou základnou 4. stíhacího křídla (4th Fighter Wing), které je podřízeno Velitelství vzdušného boje (Air Combat Command) a dále 916. tankovacího křídla (916th Air Refueling Wing; 916 ARW), spadajícího pod Velitelství leteckých záloh (Air Force Reserve Command). 4. stíhací křídlo je jedním z nejuznávanějších v celém americkém letectvu, jelikož bylo bojově nasazeno v korejské válce, ve válce ve Vietnamu, ve válce v Zálivu a bylo též nasazeno ve válce v Iráku. Tato základna byla pojmenována podle místního rodáka, Seymoura Johnsona, zkušebního pilota amerického námořnictva, který zemřel při leteckém neštěstí v roce 1940.